# West Park (Florida)
West Park város az Amerikai Egyesült Államok Florida államában, Broward megyében. Lakosainak száma 15 130 fő (2020. április 1.).

## Népesség
A település népességének változása:

| 2010 | 14 156 |
| 2020 | 15 130 |